# حفل توزيع جوائز الغولدن غلوب السادس والستون
حفل توزيع جوائز الغولدن غلوب السادس والستون (بالإنجليزية: 66th Golden Globe Awards)‏ هو حفل لتكريم أفضل الإنجازات في مجال صناعة الأفلام لعام 2008، أقيم يوم 11 يناير 2009 في فندق ذا بيفرلي هيلتون بمدينة بيفرلي هيلز، كاليفورنيا. بُث الحفل مباشرة على شبكة إن بي سي وشاهده مايقرب 14.6 مليون مشاهد.

## الفائزين والمرشحين

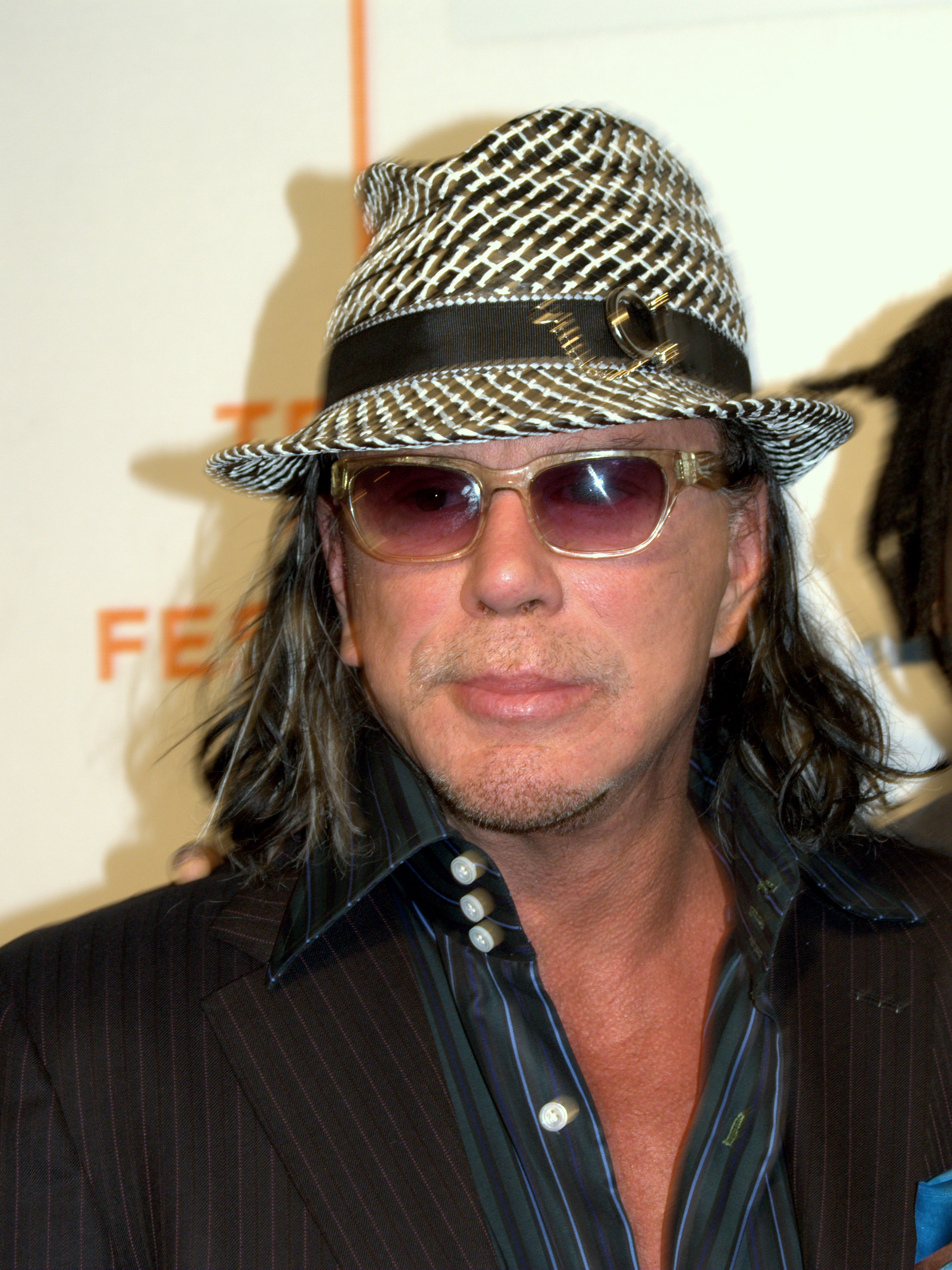
ميكي رورك، أفضل ممثل في فيلم - دراما

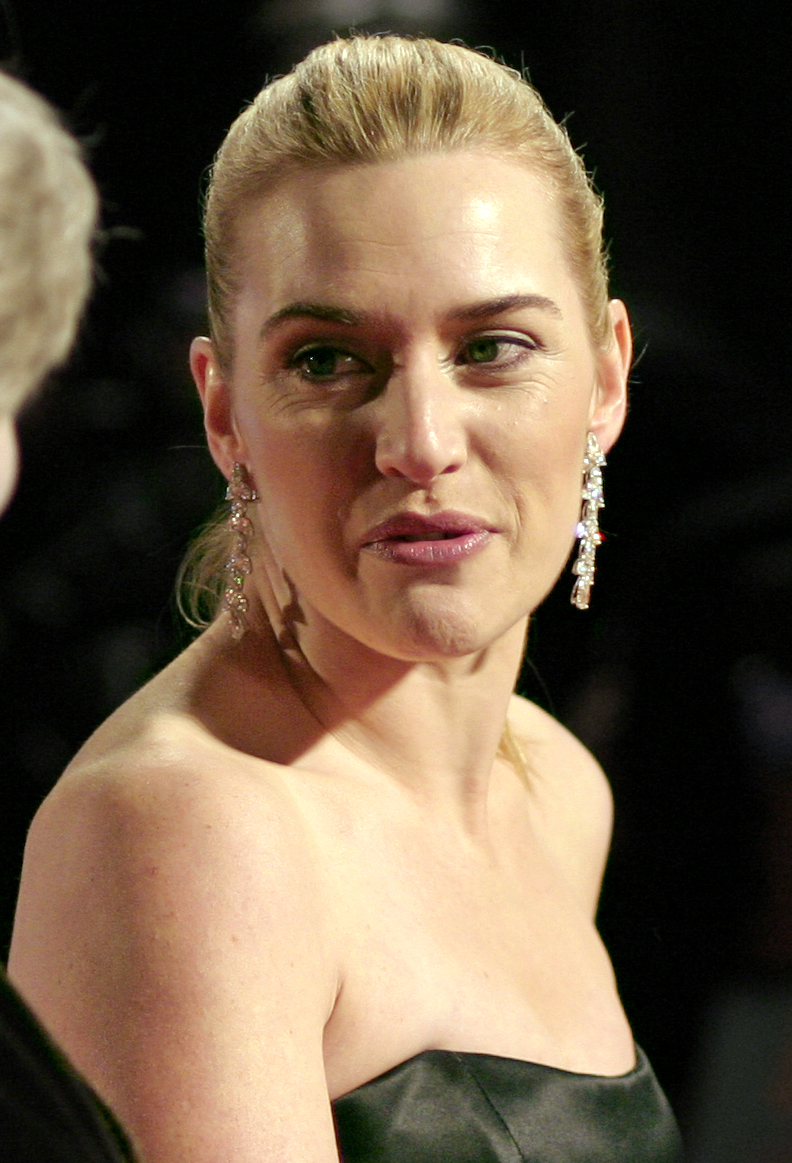
كيت وينسليت، أفضل ممثلة في فيلم - دراما وأفضل ممثلة مساعدة

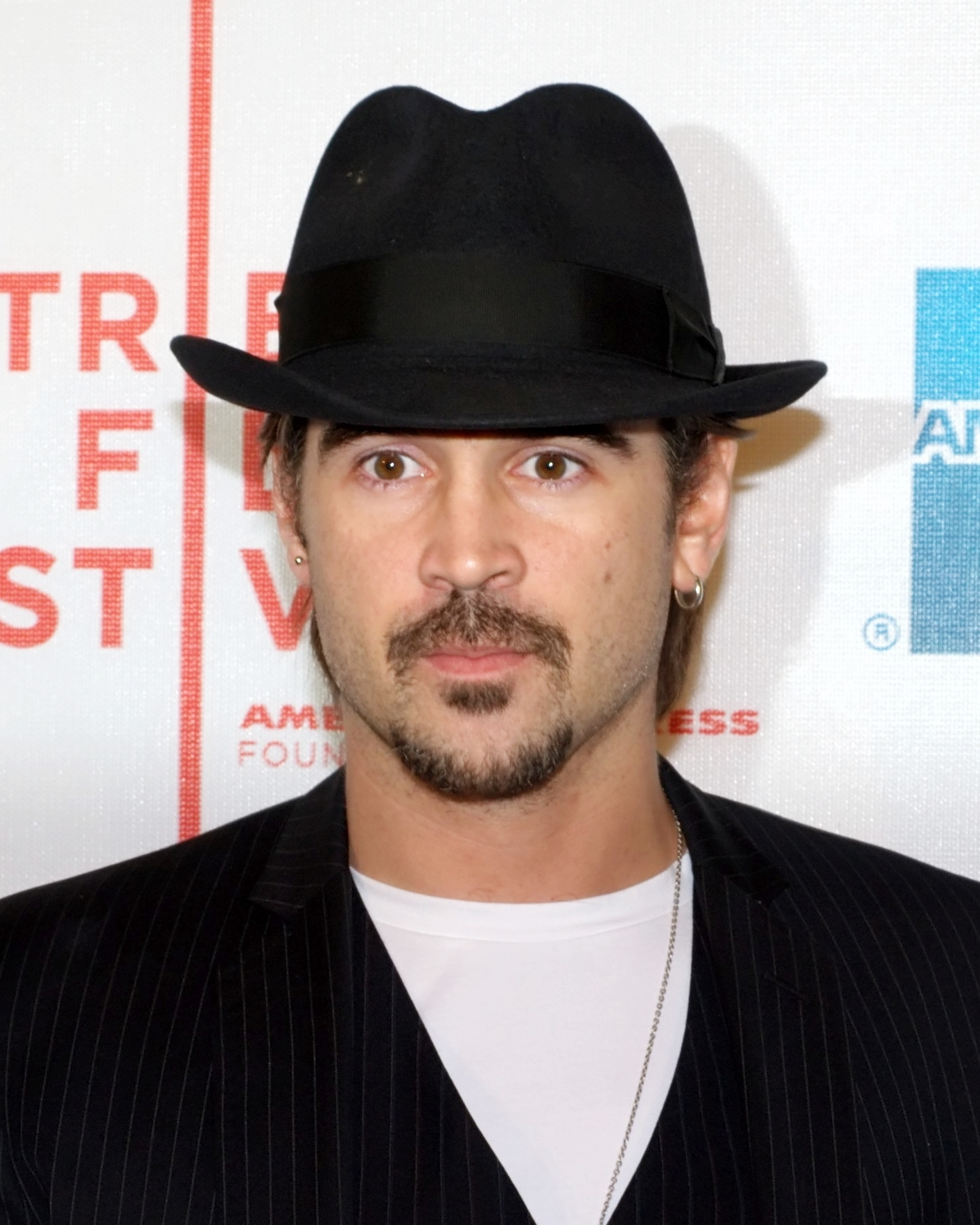
كولين فاريل، أفضل ممثل في فيلم - موسيقي أو كوميدي

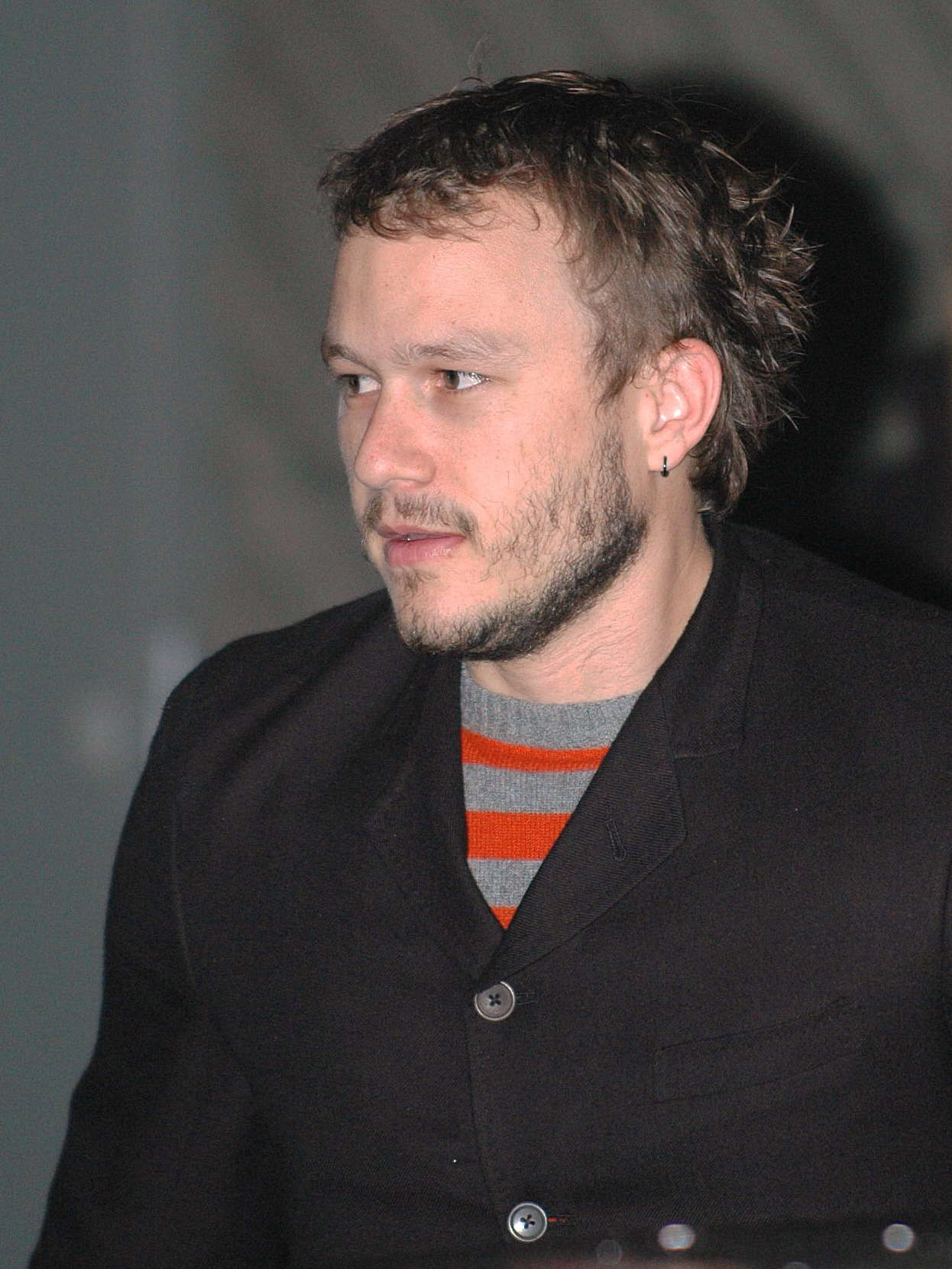
هيث ليدجر، أفضل ممثل مساعد

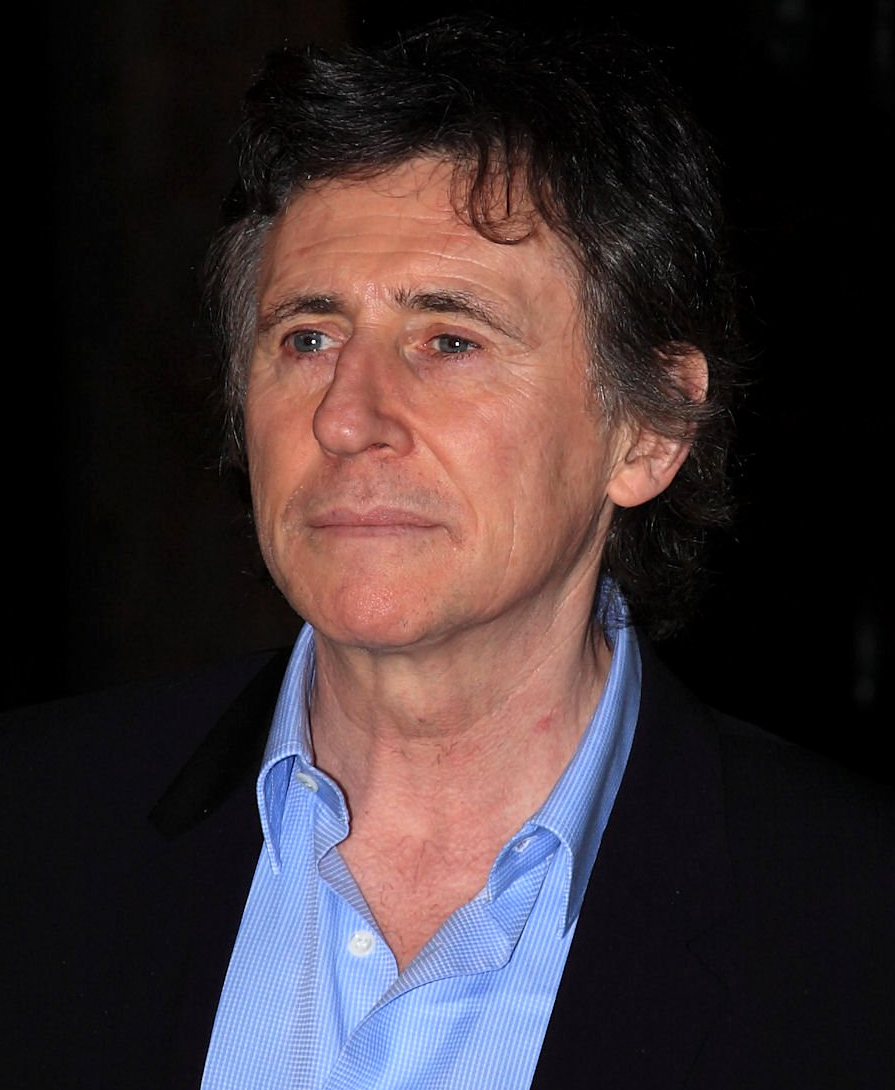
غابريل بيرن، أفضل ممثل في مسلسل - دراما

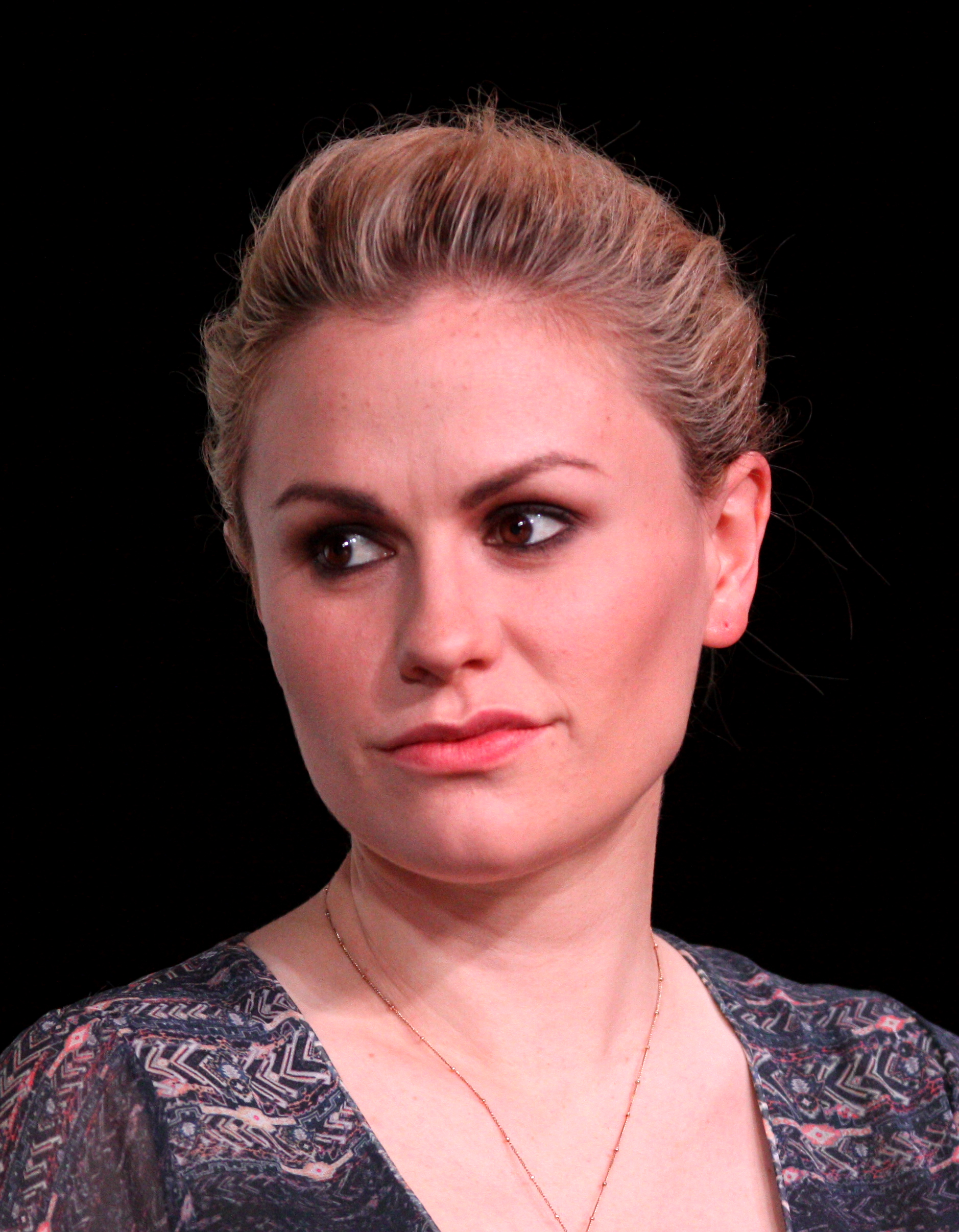
آنا باكوين، أفضل ممثلة في مسلسل - دراما

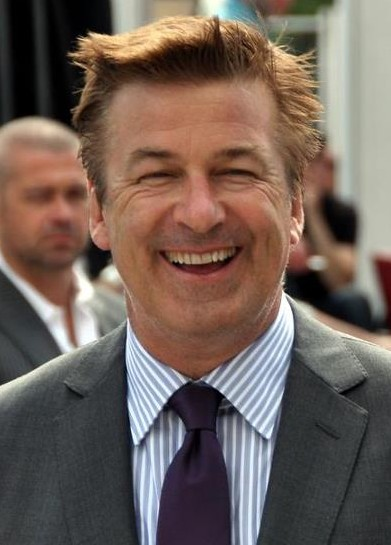
أليك بالدوين، أفضل ممثل في مسلسل - موسيقي أو كوميدي

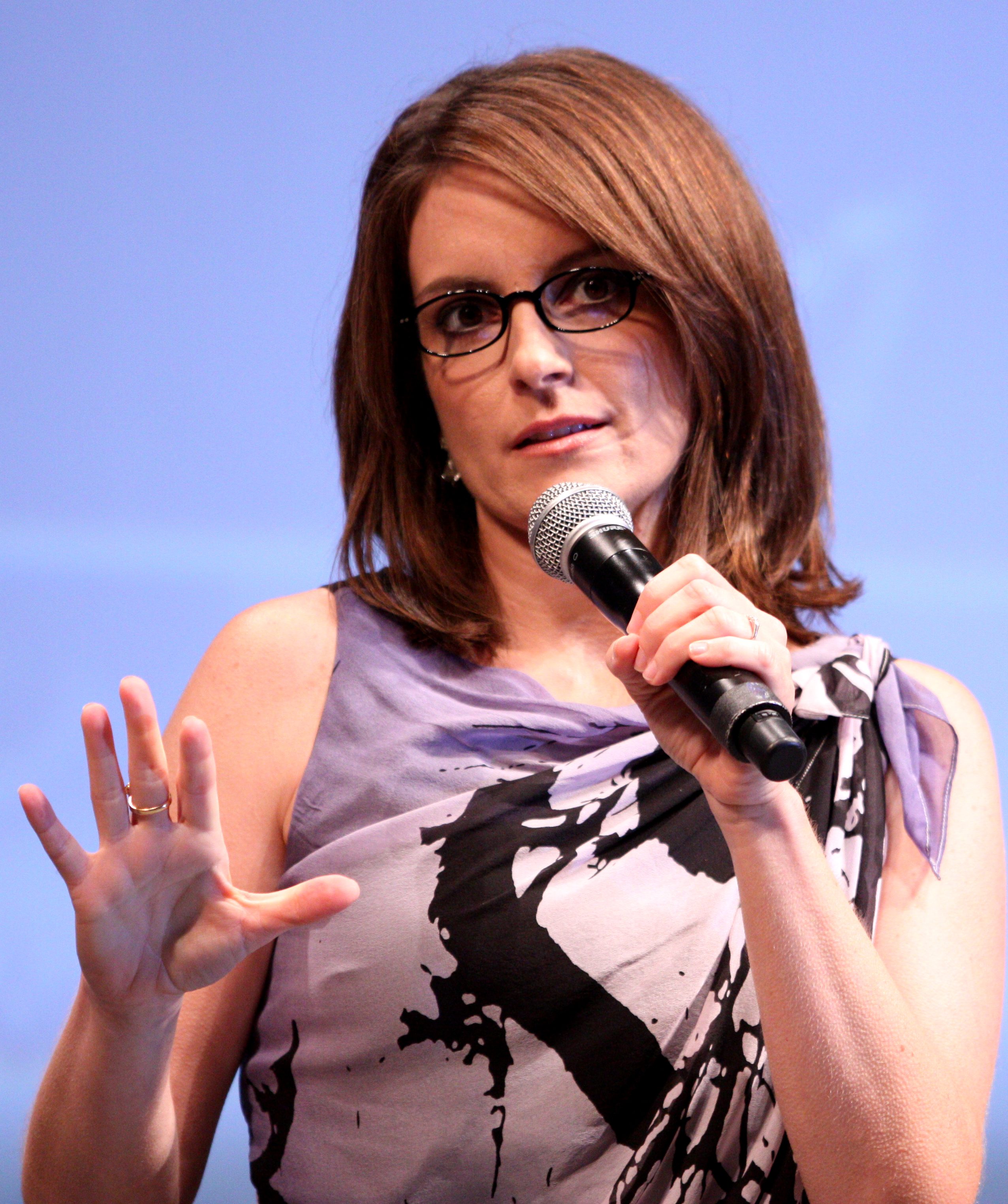
تينا فاي، أفضل ممثلة في مسلسل - موسيقي أو كوميدي

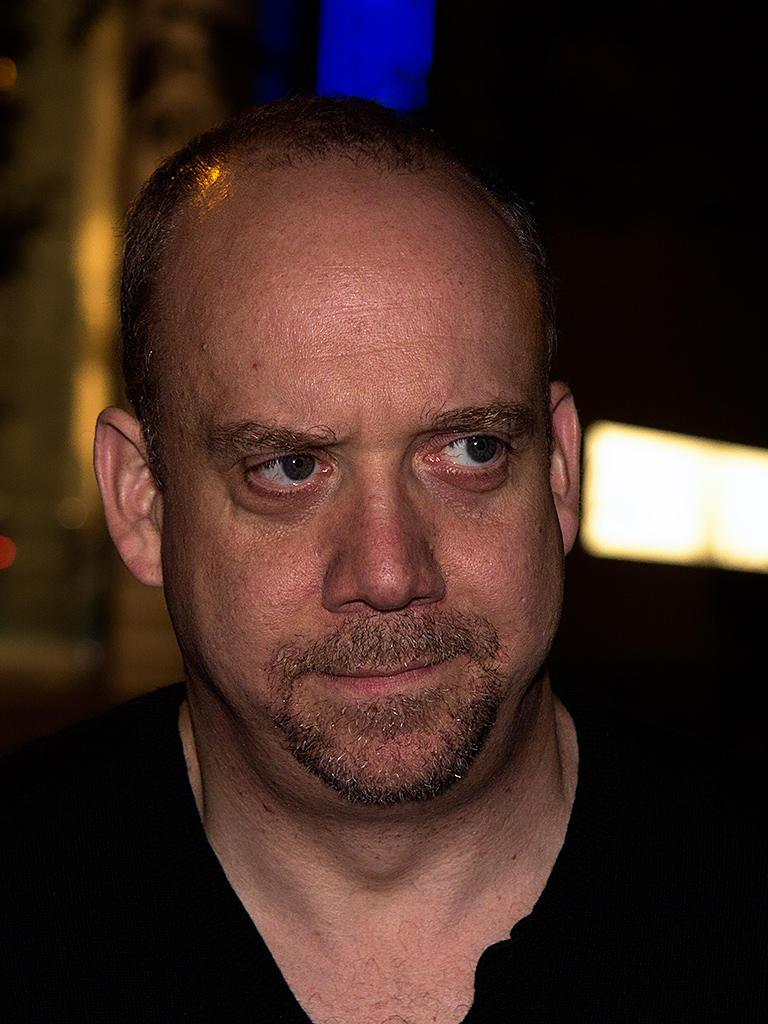
بول جياماتي، أفضل ممثل في مسلسل قصير أو فيلم تلفزيوني

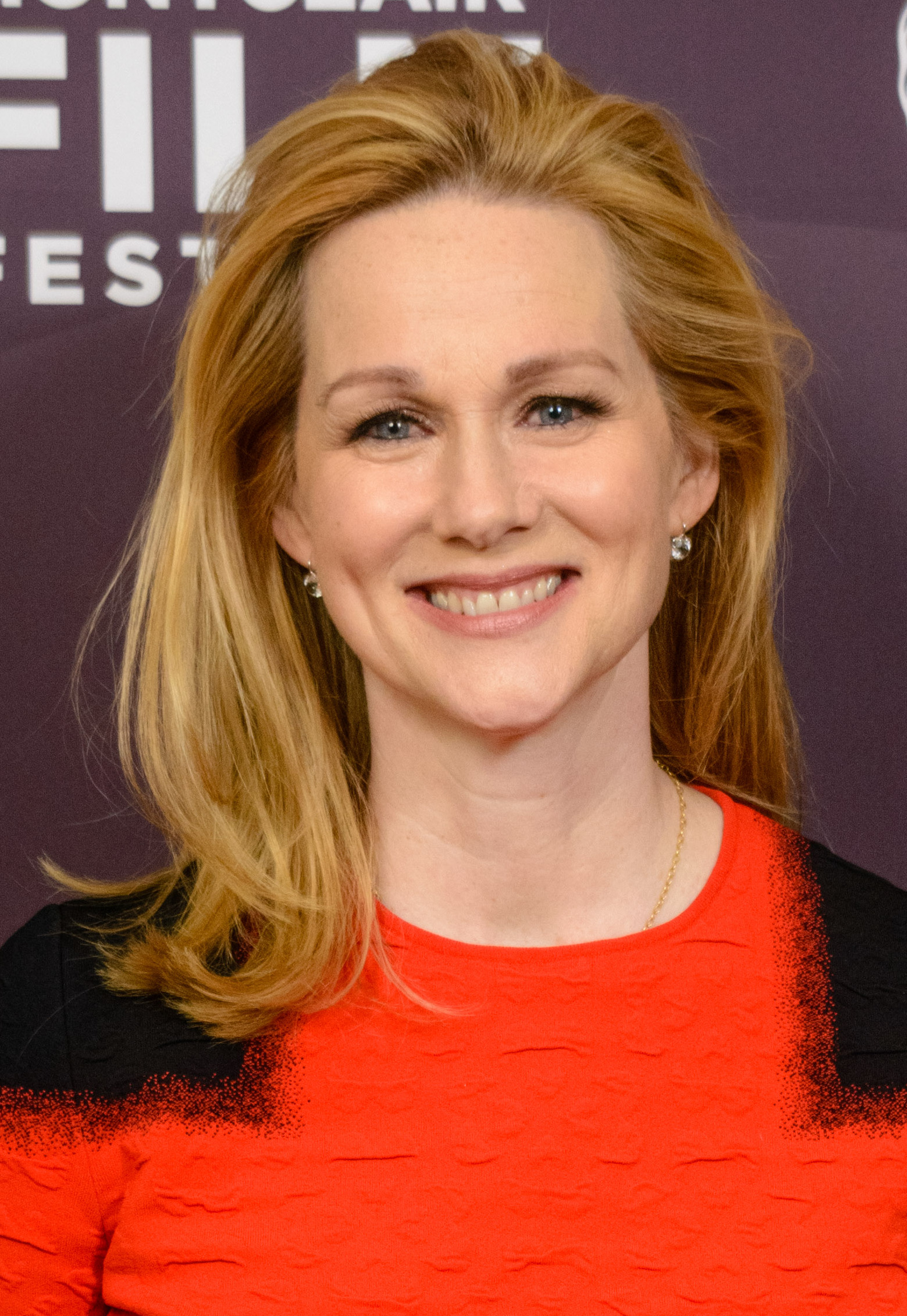
لورا ليني، أفضل ممثلة في مسلسل قصير أو فيلم تلفزيوني

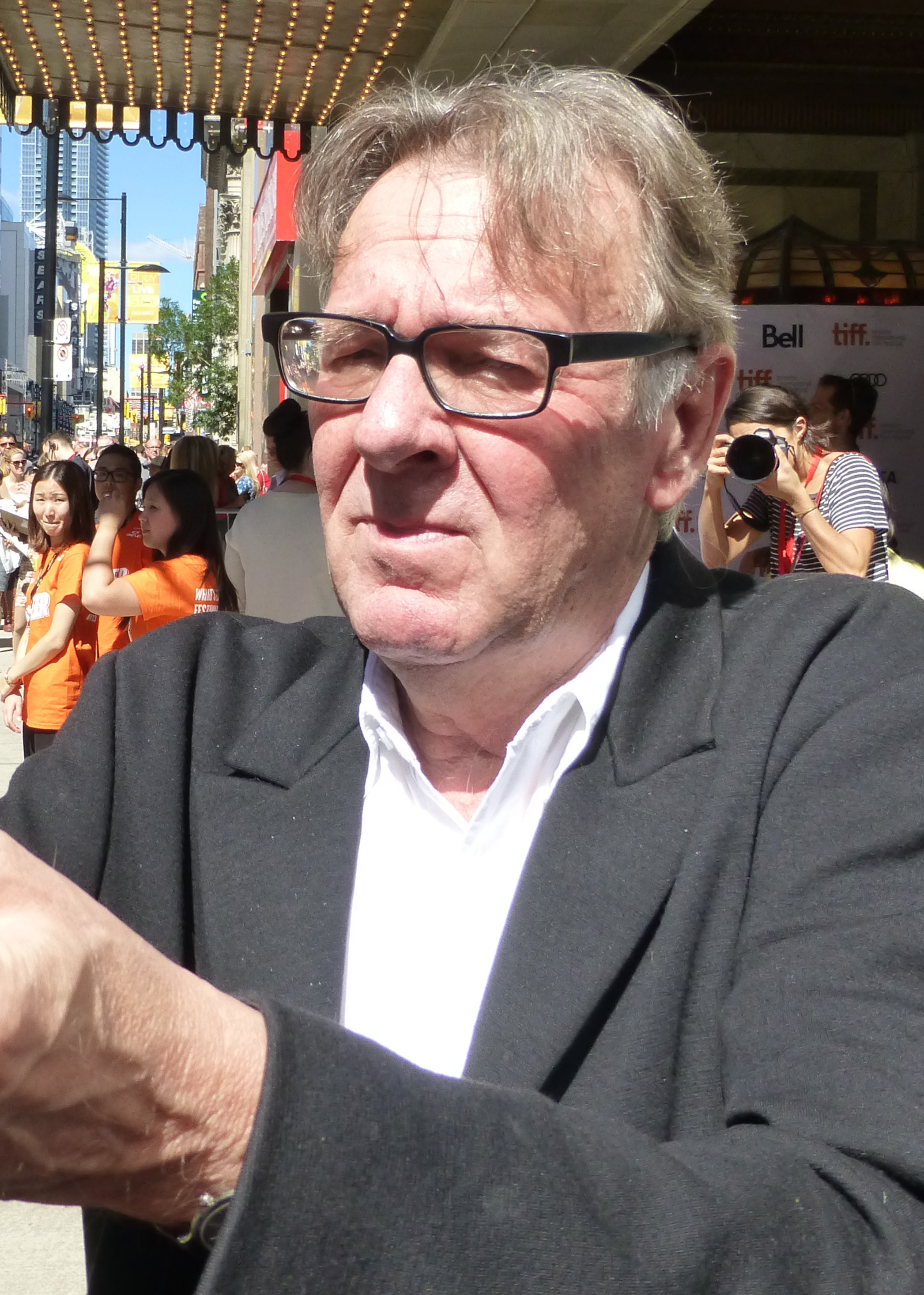
توم ويلكينسون، أفضل ممثل مساعد في مسلسل قصير أو فيلم تلفزيوني

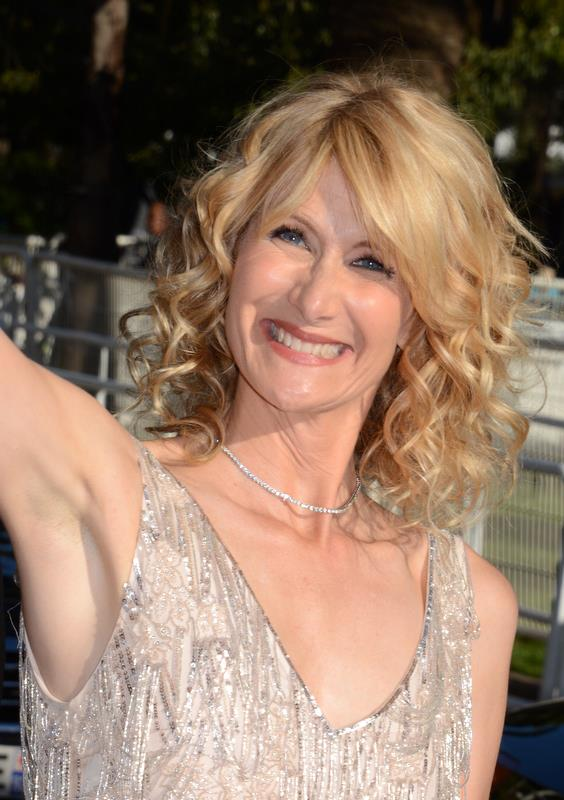
لورا ديرن، أفضل ممثلة مساعدة في مسلسل قصير أو فيلم تلفزيوني

فيما يلي الفائزين والمرشحين لجوائز الغولدن غلوب السادسة والستون. أسماء الفائزين واردة في الجزء العلوي من كل قائمة.

### فيلم
| أفضل فيلم - دراما | أفضل فيلم - موسيقي أو كوميدي |
| --- | --- |
| - مليونير متشرد - الحالة المحيرة لبنجامين بتن - فروست/نيكسون - القارئ - الطريق الثوري | - فيكي كريستينا برشلونة - يحرق بعد القراءة - لا هم عندها - في بروج - ماما ميا! |
| أفضل ممثل - دراما | أفضل ممثلة - دراما |
| - ميكي رورك - المصارع بدور راندي 'ذا رام' روبينسون - ليوناردو دي كابريو - الطريق الثوري بدور فرانك ويلر - فرانك لانجيلا - فروست/نيكسون بدور ريتشارد نيكسون - براد بيت - الحالة المحيرة لبنجامين بتن بدور بنجامين بتن - شون بن - ميلك بدور هارفي ميلك                                 | - كيت وينسليت - الطريق الثوري بدور آيبرل ويلر - آن هاثاواي - ريتشل تتزوج بدور كيم - أنجلينا جولي - استبدال بدور كريستين كولينز - ميريل ستريب - شك بدور الأخت آلوويشس بوفير - كريستين سكوت توماس - لقد أحببتك لفترة طويلة بدور جولييت فونتين             |
| أفضل ممثل - موسيقي أو كوميدي | أفضل ممثلة - موسيقي أو كوميدي |
| - كولين فاريل - في بروج بدور راي - خافيير باردم - فيكي كريستينا برشلونة بدور خوان أنطونيو غونزالو - جيمس فرانكو - قطار الأناناس السريع بدور سول سيلفر - برندان غليسون - في بروج بدور كين - داستين هوفمان - آخر فرصة يا هارفي بدور هارفي شاين                                         | - سالي هوكينز - لا هم عندها بدور بولين 'بوبي' كروس - ريبيكا هول - فيكي كريستينا برشلونة بدور فيكي - فرانسيس مكدورماند - يحرق بعد القراءة بدور ليندا ليتزكا - ميريل ستريب - ماما ميا! بدور دونا كارمايكل - إيما تومسون - آخر فرصة يا هارفي بدور كيت ووكر |
| أفضل ممثل مساعد | أفضل ممثلة مساعدة |
| - هيث ليدجر - فارس الظلام بدور الجوكر (بعد وفاته) - توم كروز - الرعد الاستوائي بدور ليس غروسمان - روبرت داوني جونير - الرعد الاستوائي بدور كيرك لازاروس - رالف فاينس - الدوقة بدور ويليام كافنديش - فيليب سيمور هوفمان - شك بدور الأب بريندان فلين                                   | - كيت وينسليت - القارئ بدور هانا شميتز - إيمي آدمز - شك بدور الأخت جيمز - بينيلوب كروز - فيكي كريستينا برشلونة بدور ماريا ايلينا - فيولا ديفيس - شك بدور السيدة ميلر - ماريسا تومي - المصارع بدور كاسيدي                                                |
| أفضل مخرج | أفضل سيناريو |
| - داني بويل - مليونير متشرد - ستيفن دالدري - القارئ - ديفيد فينشر - الحالة المحيرة لبنجامين بتن - رون هاوارد - فروست/نيكسون - سام ميندز - الطريق الثوري | - مليونير متشرد - سيمون بيوفوي - فروست/نيكسون - بيتر مورجان - الحالة المحيرة لبنجامين بتن - إريك روث - شك - جون باتريك شانلي - القارئ - ديفيد هير |
| أفضل أغنية أصلية | أفضل موسيقى تصويرية |
| - "المصارع (من أداء بروس سبرينغستين)" - المصارع - "ظننت أنني فقدتك" (من أداء مايلي سايرس و جون ترافولتا)" - بولت - "مرة واحدة في العمر" (من أداء بيونسيه)" - Cadillac Records - "غران تورينو" (من أداء جايمي كولوم)" - غران تورينو - "Down to Earth" (من أداء بيتر غابرييل)" - وول-ي | - مليونير متشرد - أي.أر. رحمان - استبدال - كلينت إيستوود - الحالة المحيرة لبنجامين بتن - ألكسندر ديسبلا - المدافع - جيمس نيوتن هاورد - فروست/نيكسون - هانز زيمر                                                                                         |
| أفضل فيلم بلغة أجنبية | أفضل فيلم رسوم متحركة |
| - فالس مع بشير • إسرائيل - مجمع بادر ماينهوف • ألمانيا - لحظات أبدية • السويد/الدنمارك - غومورا • إيطاليا - لقد أحببتك لفترة طويلة • فرنسا | - وول-ي - بولت - كونغ فو باندا |

### تلفزيون
| أفضل مسلسل - دراما | أفضل مسلسل - موسيقي أو كوميدي |
| --- | --- |
| - ماد من - ديكستر - هاوس - تحت العلاج - دم حقيقي | - 30 روك - كاليفورنيكايشن - بطانة - المكتب - ويدز |
| أفضل ممثل في مسلسل - دراما | أفضل ممثلة في مسلسل - دراما |
| - غابريل بيرن - تحت العلاج بدور بول وستون - مايكل ك. هول - ديكستر بدور ديكستر مورغان - جون هام - ماد من بدور دون درايبر - هيو لوري - هاوس بدور غريغوري هاوس - جوناثان ريس مايرز - أسرة تيودور بدور هنري الثامن ملك إنجلترا                  | - آنا باكوين - دم حقيقي بدور سوكي ستاكهاوس - سالي فيلد - الاخوة والاخوات بدور نورا ووكر - ماريسكا هارغيتاي - القانون والنظام: الوحدة الخاصة للضحايا بدور أوليفيا بينسون - جانيوري جونز - ماد من بدور بيتي درايبر - كيرا سيدجويك - الأقرب بدور بريندا لي جونسون |
| أفضل ممثل في مسلسل - موسيقي أو كوميدي | أفضل ممثلة في مسلسل - موسيقي أو كوميدي |
| - أليك بالدوين - 30 روك بدور جاك دوناغي - ستيف كارل - المكتب بدور مايكل سكوت - كيفين كونولي - بطانة بدور إريك مورفي - ديفيد دشوفني - كاليفورنيكايشن بدور هانك مودي - توني شلهوب - مونك بدور أدريان مونك                                     | - تينا فاي - 30 روك بدور ليز ليمون - كريستينا أبلغيت - سامانثا من؟ بدور سامانثا 'سام' نيولي - أمريكا فيرارا - بيتي القبيحة بدور بيتي سواريز - ديبرا ميسينغ - The Starter Wife بدور مولي كاغان - ماري-لويز باركر - ويدز بدور نانسي بوتوين                       |
| أفضل مسلسل قصير أو فيلم تلفزيوني | |
| - جون آدامز - بيرنار و دوريس - كرانفورد - A Raisin in the Sun - إعادة فرز الأصوات | |
| أفضل ممثل في مسلسل قصير أو فيلم تلفزيوني | أفضل ممثلة في مسلسل قصير أو فيلم تلفزيوني |
| - بول جياماتي - جون آدامز بدور جون آدامز - رالف فاينس - بيرنار و دوريس بدور بيرنار لافيرتي - كيفين سبيسي - إعادة فرز الأصوات بدور رون كلين - كيفر سثرلاند - 24: الخلاص بدور جاك باور - توم ويلكينسون - إعادة فرز الأصوات بدور جيمس بيكر     | - لورا ليني - جون آدامز بدور أبيجيل آدامز - كاثرين كينر - جريمة أمريكية بدور غيرترود بانيشوفسكي - شيرلي ماكلين - كوكو شانيل بدور كوكو شانيل - سوزان سارندون - بيرنار و دوريس بدور دوريس ديوك - جودي دينش - كرانفورد بدور ماتيلدا 'ماتي' جنكينز                 |
| أفضل ممثل مساعد في مسلسل قصير أو فيلم تلفزيوني | أفضل ممثلة مساعدة في مسلسل قصير أو فيلم تلفزيوني |
| - توم ويلكينسون - جون آدامز بدور بنجامين فرانكلين - نيل باتريك هاريس - كيف قابلت أمكما بدور بارني ستينسون - دينيس ليري - إعادة فرز الأصوات بدور مايكل هولي - جيريمي بيفن - بطانة بدور آري غولد - بلير أندروود - تحت العلاج بدور أليكس برينس | - لورا ديرن - إعادة فرز الأصوات بدور كاثرين هاريس - آيلين أتكينز - كرانفورد بدور ديبورا جنكينز - ميليسا جورج - تحت العلاج بدور لورا هيل - رايتشل غريفيثس - الاخوة والاخوات بدور سارا ووكر - ديان ويست - تحت العلاج بدور جينا                                   |

## وصلات خارجية
- حفل توزيع جوائز الغولدن غلوب السادس والستون على موقع IMDb (الإنجليزية)